# سمينار هكيبوتسيم
سمينار هكيبوتسيم (بالعبرية: סמינר הקיבוצים) هي كليّة للتربية والفنون تأسست عام 1939 في تل أبيب، وتختصُّ في المجال التربوي. تُعتبَر سمينار هكيبوتسيم اليوم من أكبر الكليّات الأكاديميّة للتربية والفنون في إسرائيل، وهي الكليّة الرائدة في مجالها. يدرس فيها أكثر من 10,000 طالب وطالبة في مختلف البرامج الدراسيّة العصريّة. يعمل في إطار الكليّة أيضًا مركز «مهوت» (مركز التقوية والإدراك)، والذي يهدف إلى دعم الطلاب الذين يواجهون صعوبات تعليميّة في الكليّة خلال الدراسة والتأهيل.
يتم التعليم في كليّة سمينار هكيبوتسيم في حرمين جامعيّين في تل أبيب: الحرم المركزي للكليّة يقع على محور مواصلات رئيسيّ، في شارع ديرخ نمير 149, وحرم الفنون يقع في بنايه كول بو شالوم، في شارع احاد هعام 9.